# Krawinkel
Krawinkel (Limburgs: Kraonkel) is een wijk in de voormalige gemeente Geleen die sinds 2001 behoort tot de gemeente Sittard-Geleen. De wijk is ontstaan uit de voormalige buurtschap Krawinkel, dat samen met de buurtschappen Lutterade, Oud-Geleen, Spaans Neerbeek en Daniken de gemeente Geleen vormde. Sinds 1840 maakt Krawinkel deel uit van de kerkparochie Lutterade-Krawinkel. Veelal worden beide wijken tezamen als één wijk betiteld.

## Geschiedenis
In de 18e en 19e eeuw was Krawinkel naast de landbouw bekend om zijn kleine industrie, zoals leerlooierijen, spijkerindustrie, smidsen enz. die veelal gebruik maakten van het water uit de door het dorp stromende Cötelbeek. Later werd deze beek binnen de grenzen van Geleen geheel overkluisd.
Krawinkel was tot halverwege de 19e eeuw een tamelijk geïsoleerde kern, ongeveer twee kilometer ten zuidwesten van het toenmalige dorp Opgeleen (het huidige Oud-Geleen) gelegen, aan de rand van de Graetheide. Het was een lintdorp van meer dan een kilometer lengte aan een weg die van de Sint-Janskluis naar de Graetheide liep. De aanleg van de rijksweg Maastricht - Nijmegen tussen 1840 en 1845 haalde het gehucht voorgoed uit zijn isolement en twintig jaar later werd dit nog meer geïntensiveerd door de aanleg van de spoorlijn Maastricht - Venlo.

## Mijnindustrie
In 1915 werd in de gemeente Geleen begonnen met de aanleg van de Staatsmijn Maurits en in 1926 werd deze officieel geopend. In de jaren 1930 ontwikkelde zich een omvangrijke industrie in de omgeving van Krawinkel. Om de verwachte toestroom van arbeiders uit Nederland en diverse andere Europese landen op te vangen werden in Krawinkel in de daaropvolgende jaren vele nieuwe woningen en complete nieuwbouwwijken gebouwd. Door uitbreidingen van het grondgebied van de Staatsmijnen met de cokesfabriek Maurits (geopend in 1929) moest het gedeelte van Krawinkel ten westen van de spoorlijn Maastricht-Sittard worden afgebroken.

## Bezienswaardig
Bezienswaardig is de uit 1699 daterende Sint-Janskluis, gelegen aan het uiteinde van de Daalstraat, tegenwoordig in de wijk Kluis.
Een boerderij die vroeger in de Kloosterstraat in Krawinkel stond, is na zorgvuldige afbraak herbouwd in het Nederlands Openluchtmuseum in Arnhem. Deze boerderij moest op de oorspronkelijke plek gesloopt worden vanwege uitbreiding van de Mijn Maurits met de Cokesfabriek Maurits.
Aan de oude rijksweg staat een Mariakapel uit 1940. Op een plantsoen aan de Spoorstraat bevindt zich verder een monument voor de Heilig Hartverering. Verder is er een Kruiskapel uit de 19e eeuw.

## Fotogalerij

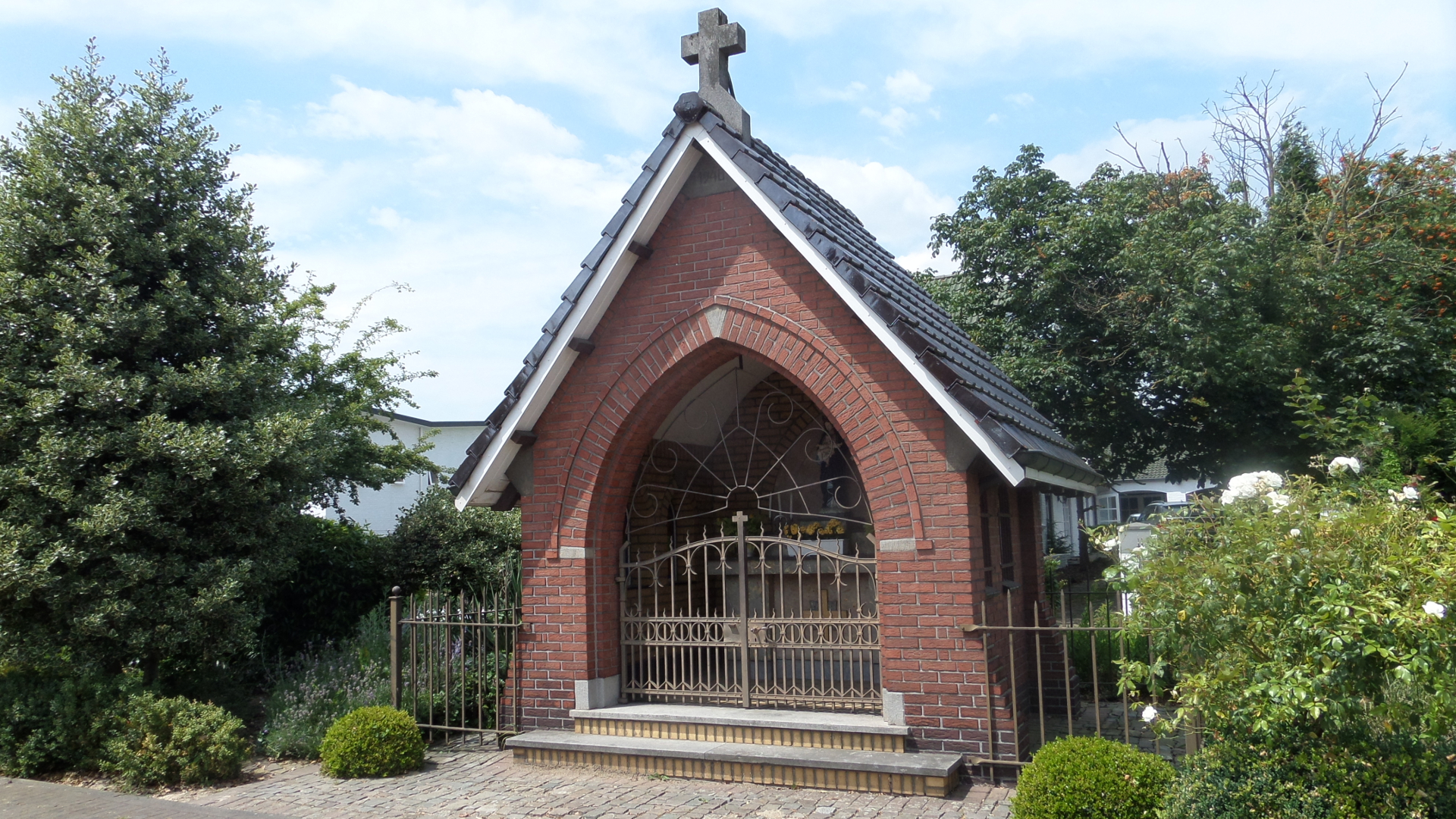
Mariakapel aan de Rijksweg Zuid
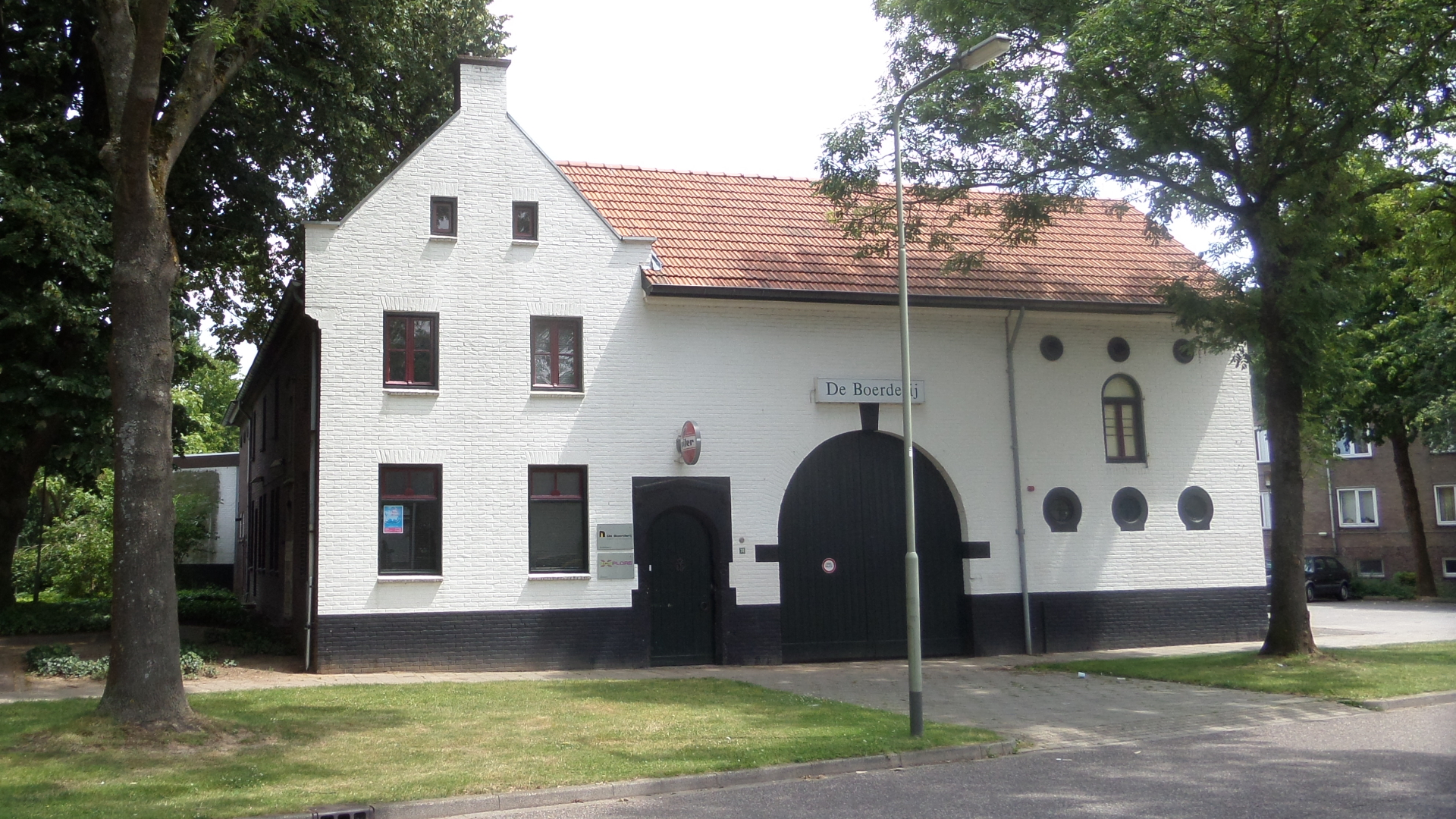
De Boerderij aan de Hofstraat
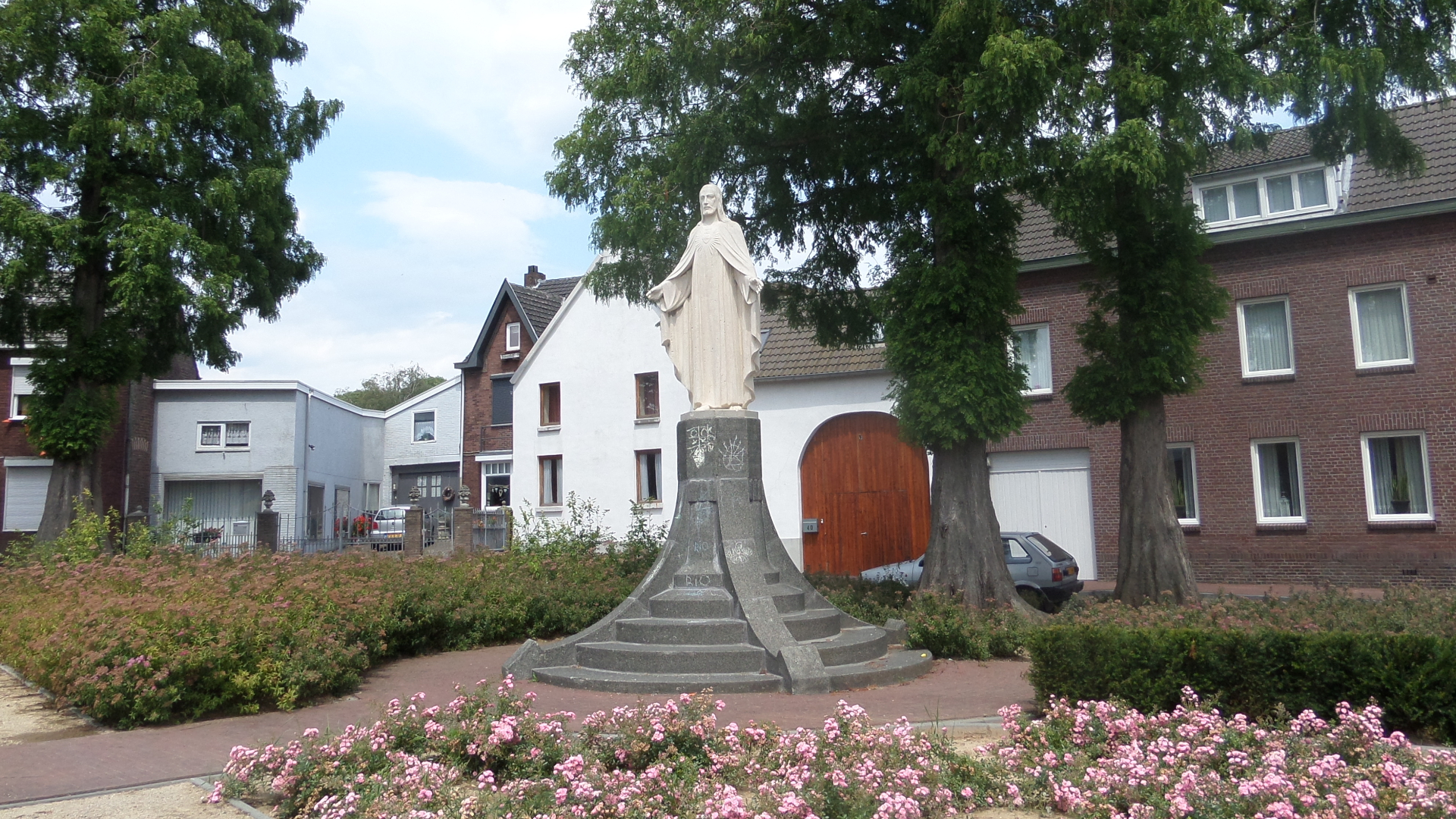
Heilig Hartbeeld aan de Spoorstraat